# Guido Pierleone
Guido Pierleone (né à Rome, Italie, et mort le 25 avril 1228 à Rome) est un cardinal italien du XIIIe siècle. 

## Biographie
Pierleone est chanoine à Plaisance. Le pape Innocent III le crée cardinal lors du consistoire de  1205. Il est vice-chancelier de la Sainte-Église à partir de 1205.
Le cardinal Pierleone participe à l'élection d'Honorius III en 1216 et à l'élection  de Grégoire IX en 1227. Il est légat apostolique en Lombardie.